# North Providence
North Providence är en kommun (town) i Providence County i delstaten Rhode Island, USA med cirka 32 411 invånare (2000). Den har enligt United States Census Bureau en area på 15 km².

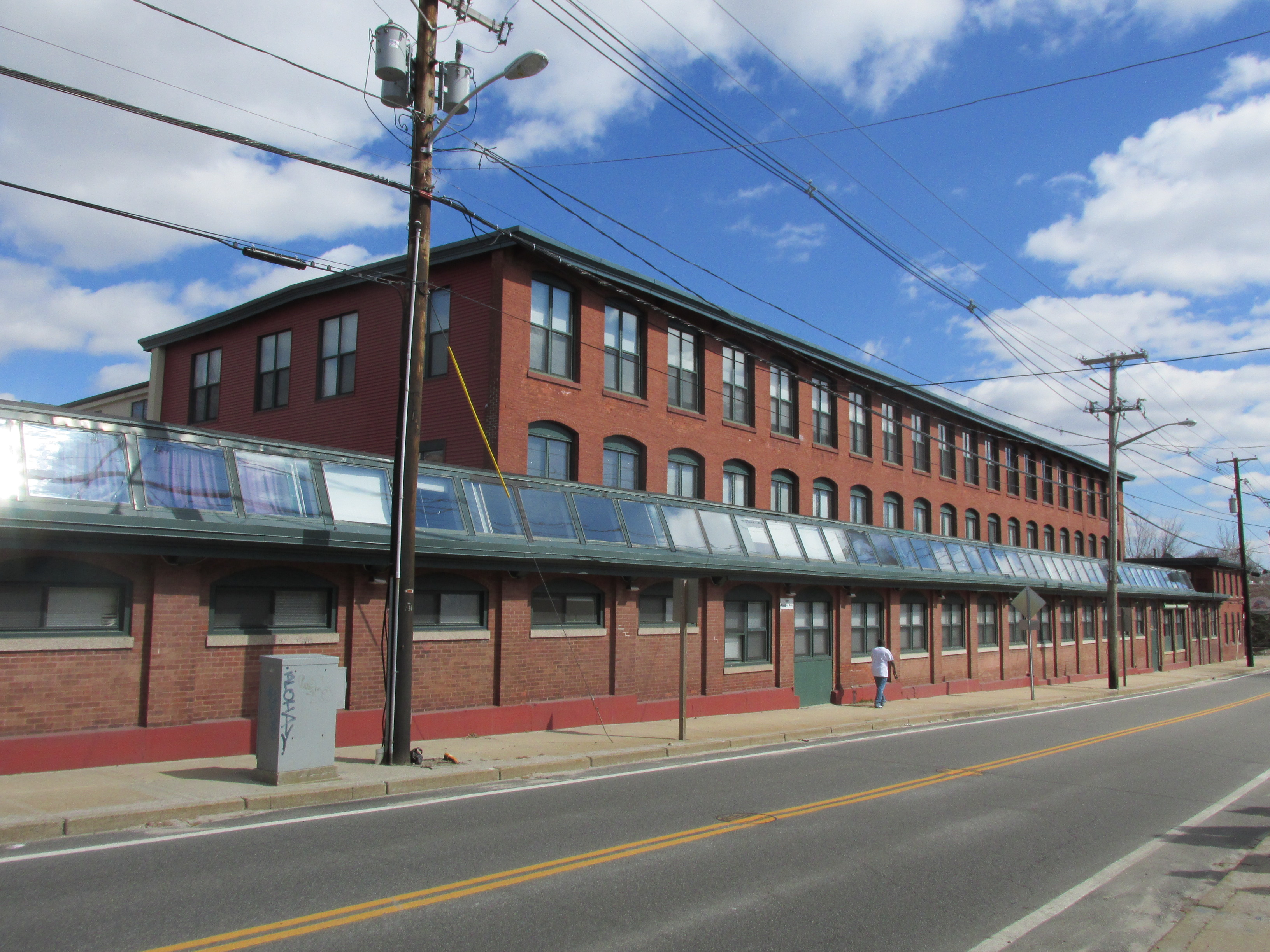